# Cam Christie
Cameron Hannaford «Cam» Christie (Arlington Heights, Illinois, 24 de julio de 2005) es un baloncestista estadounidense que pertenece a la plantilla de Los Angeles Clippers de la NBA. Con 1,98 metros de estatura, juega en la posición de escolta. Es hermano del también jugador profesional Max Christie.

## Trayectoria deportiva

### Universidad
Jugó una temporadas con los Golden Gophers de la Universidad de Minnesota, en la que promedió 11,6 puntos, 3,6 rebotes y 2,2 asistencias por partido. Fue incluido en el mejor quinteto freshman de la Big Ten Conference. Al término de la temporada se declaró elegible para el Draft de la NBA, renunciando al resto de su elegibilidad universitaria.

#### Estadísticas
| Año     | Equipo    | PJ | PT | MPP  | %TC  | %3P  | %TL  | RPP | APP | ROB | TPP | PPP  |
| ------- | --------- | -- | -- | ---- | ---- | ---- | ---- | --- | --- | --- | --- | ---- |
| 2023–24 | Minnesota | 33 | 26 | 30.1 | .403 | .391 | .791 | 3.6 | 2.2 | .6  | .3  | 11.3 |

### Profesional
El 27 de junio fue elegido en la cuadragésimo sexta posición del Draft de la NBA de 2024 por Los Angeles Clippers, con los que firmó contrato el 5 de julio. Debutó en la NBA el 4 de diciembre, en un partido ante los Minnesota Timberwolves, logrando cinco puntos, tres rebotes y dos robos de balón en algo más de 17 minutos en pista.

## Estadísticas de su carrera en la NBA

### Temporada regular
| Año     | Equipo        | PJ | PT | MPP | %TC  | %3P  | %TL  | RPP | APP | ROB | TPP | PPP |
| ------- | ------------- | -- | -- | --- | ---- | ---- | ---- | --- | --- | --- | --- | --- |
| 2024-25 | L.A. Clippers | 13 | 0  | 4.5 | .292 | .154 | .500 | .9  | .5  | .4  | .1  | 1.4 |
| Total   | Total         | 13 | 0  | 4.5 | .292 | .154 | .500 | .9  | .5  | .4  | .1  | 1.4 |

### Playoffs
| Año   | Equipo        | PJ | PT | MPP | %TC  | %3P  | %TL | RPP | APP | ROB | TPP | PPP |
| ----- | ------------- | -- | -- | --- | ---- | ---- | --- | --- | --- | --- | --- | --- |
| 2025  | L.A. Clippers | 3  | 0  | 4.3 | .667 | .500 | –   | .7  | .0  | .3  | .0  | 1.7 |
| Total | Total         | 3  | 0  | 4.3 | .667 | .500 | –   | .7  | .0  | .3  | .0  | 1.7 |